# Julio Santaella
Julio Santaella Benítez, meglio conosciuto come Colo, (Santa Cruz de Tenerife, 22 dicembre 1938 – Santa Cruz de Tenerife, 27 dicembre 2019) è stato un dirigente sportivo e calciatore spagnolo, di ruolo difensore.
Ricoprì la carica di presidente del Tenerife da gennaio 1975 a ottobre 1976.

## Carriera
Debuttò a 18 anni con la Real Unión de Tenerife, con cui vinse il Campeonato regional, il Campeonato insular e la Copa Heliodoro. Nel 1959 si trasferì al Tenerife contribuendo al raggiungimento della promozione in Primera División. Il 9 maggio 1962 fu acquistato dal Real Betis per 1310900 ₧. Dopo due stagioni si trasferì all'Atlético Madrid, con i quali vinse un campionato e una Copa del Generalísimo. Dopo sei stagioni in rojiblanco si ritirò dal calcio giocato. Fu convocato due volte con la Spagna, senza tuttavia mai scendere in campo.

## Palmarès

### Club

#### Competizioni nazionali
- Campionato spagnolo: 1

Atlético Madrid: 1965-1966
- Coppa di Spagna: 1

Atlético Madrid: 1964-1965
- Segunda División (Spagna): 1

Tenerife: 1960-1961
- Coppa Heliodoro: 1

Real Unión de Tenerife: 1958-1959